# Resolució 1752 del Consell de Seguretat de les Nacions Unides
La Resolució 1752 del Consell de Seguretat de les Nacions Unides fou adoptada per unanimitat el 13 d'abril de 2007. Després de reafirmar totes les resolucions sobre Abkhàzia i Geòrgia, particularment la Resolució 1716 (2006), el Consell va ampliar el mandat de la Missió d'Observació de les Nacions Unides a Geòrgia (UNOMIG) fins al 15 d'octubre de 2007.

## Detalls
El Consell, acollint amb satisfacció els progressos aconseguits per ambdues parts en la implementació de resolució 1716 (2006), va demanar al costat de  georgià que la situació en l'alta vall de Kodori estava en línia de l'acord d'Alto el Foc i Separació de Forces signat a Moscou el 14 de maig de 1994. Demana a la part abkhaz que mantingui restriccions en relació amb els compromisos de Geòrgia pel que fa a la vall Kodori.
El Consell va condemnar l'atac als pobles de l'alta vall de Kodori duts a terme a la nit de l'11 i 12 de març, i va instar a totes les parts a donar suport total a la investigació en curs realitzada pel grup de recerca conjunta sota la direcció d'UNOMIG.
Destacant que han de millorar la situació sobre el terreny en matèria de seguretat, el retorn dels desplaçats interns, la rehabilitació i el desenvolupament, el Consell demana a ambdues parts que reprenguin el diàleg sense condicions prèvies en aquests àmbits. Va instar els partits a que es tractessin seriosament les legítimes qüestions de seguretat, abstenir-se de qualsevol acció que pogués impedir el procés de pau i estendre la cooperació necessària a la UNOMIG i la força de manteniment de la pau de la Comunitat d'Estats Independents.
El Consell també va instar a ambdues parts a participar immediatament, sense condicions prèvies, en les mesures de foment de la confiança contingudes en les propostes presentades pel Grup d'Amics del Secretari General durant la reunió celebrada a Ginebra els dies 12 i 13 de febrer, sota la participació de parts georgianes i abkhazes.